# وتلی
وِتِلی (به فنلاندی: Veteli) یک منطقهٔ مسکونی در فنلاند است که در اوستروبوتنیای مرکزی واقع شده‌است.

## خواهرخوانده
شهر شهرستان وورو خواهرخواندهٔ وتلی هست.